# Concèze
Concèze è un comune francese di 428 abitanti situato nel dipartimento della Corrèze nella regione della Nuova Aquitania.
Concèze è un Festival della poesia.

## Società

### Evoluzione demografica
Abitanti censiti